# Kryokonit

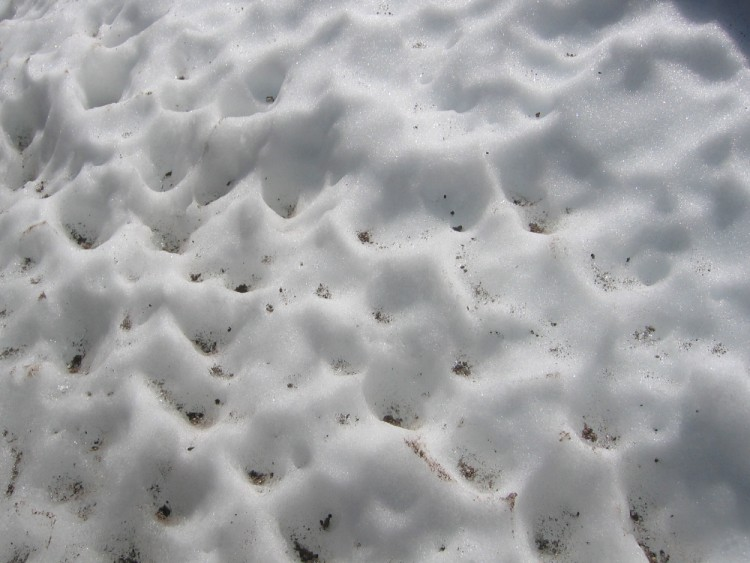
Narbige Eisoberfläche aufgrund von Kryokonitablagerungen

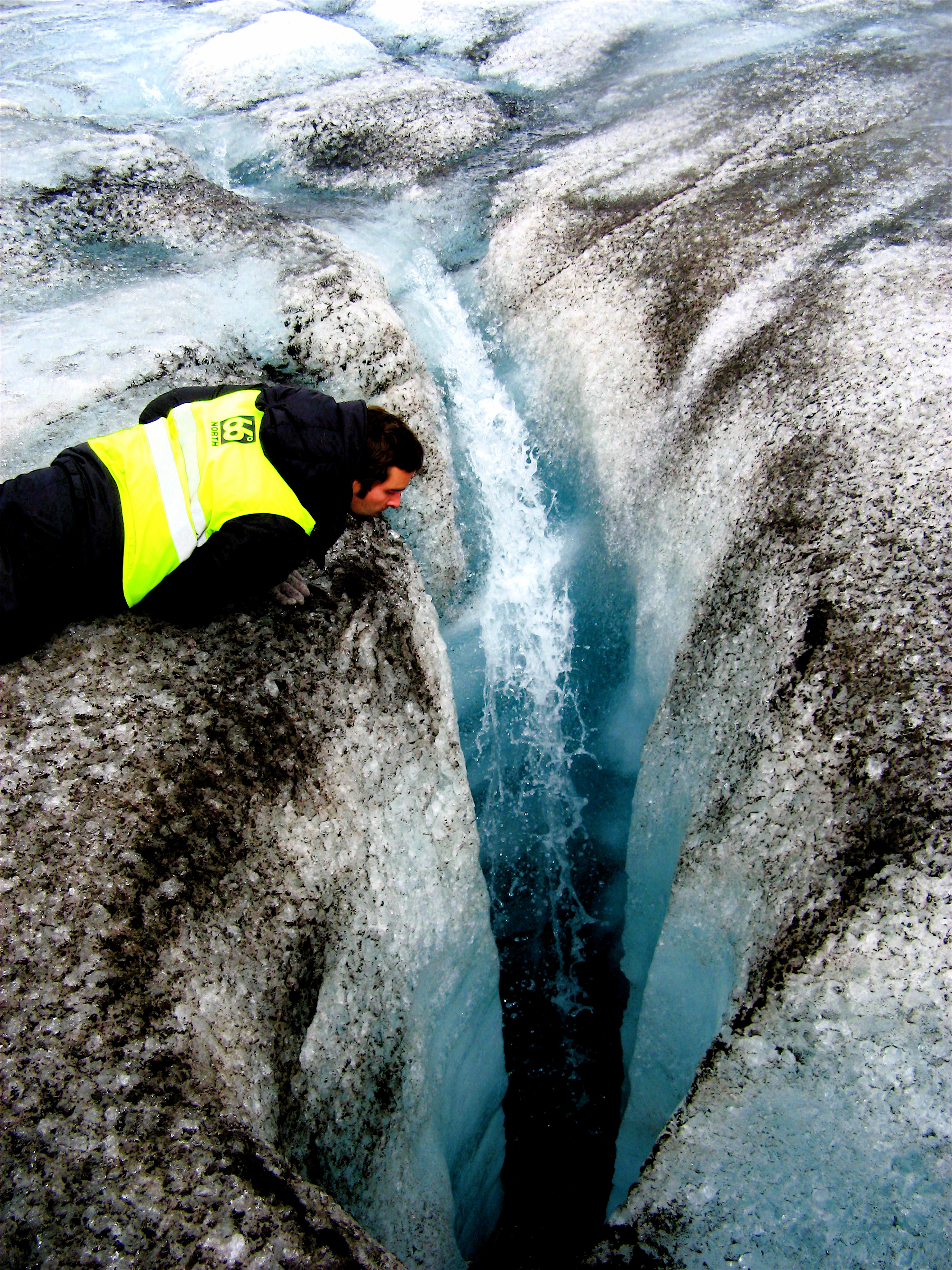
Eine Schicht Kryokonit auf der Oberfläche eines tiefen Gletschergrabens

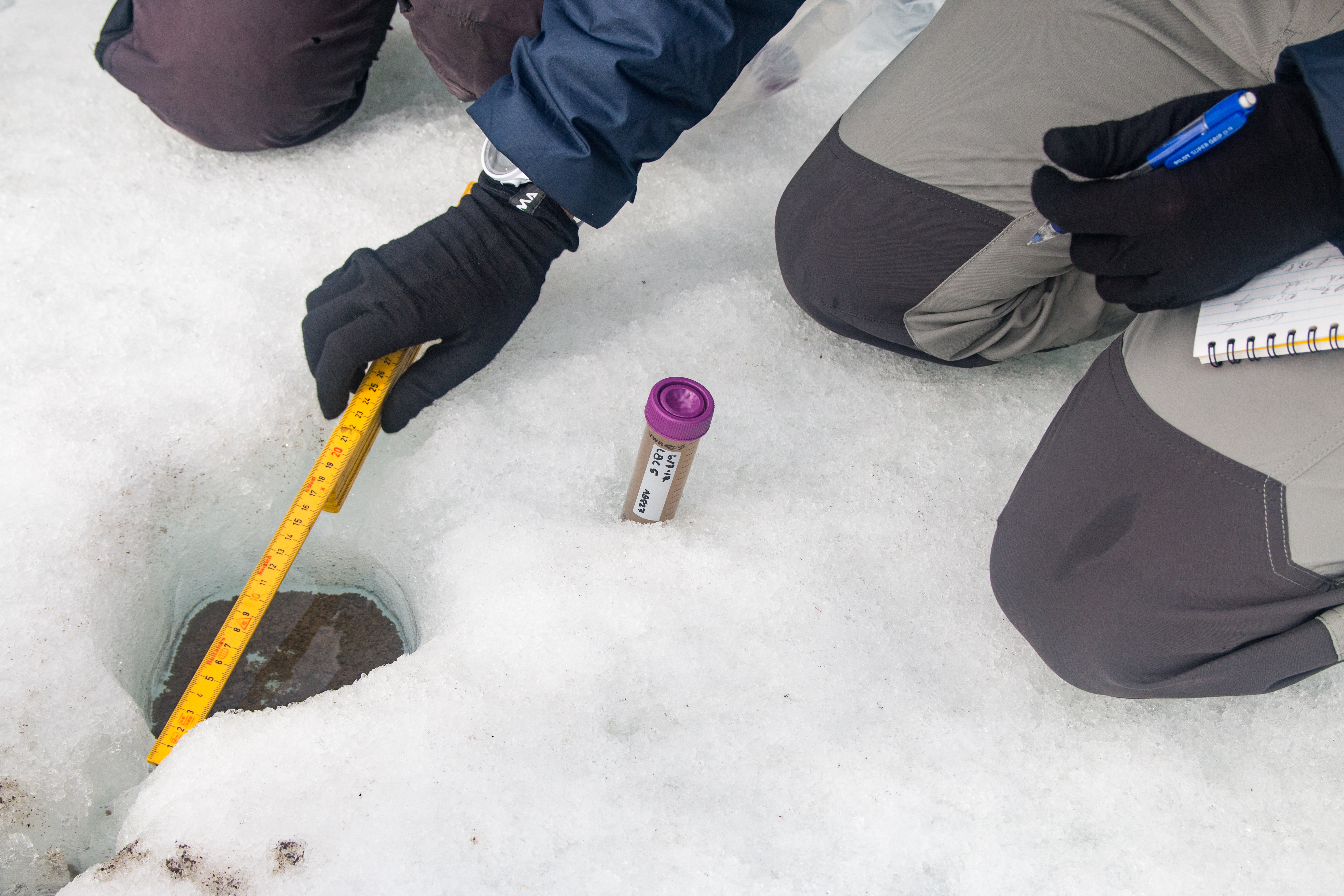
Vermessung einer Vertiefung mit Kryokonit am Longyearbreen-Gletscher im Longyeardalen-Tal

Mit Kryokonit bezeichnet man die windverfrachteten mineralischen und organischen Emissionen von Waldbränden und verschiedenen Abgasen wie beispielsweise aus Kohlekraftwerken, die sich auf Eisflächen (z. B. Gletschern oder Meereis) oder lang überdauernden Schneefeldern im Hochgebirge ansammeln. Die dunkle Staubauflage beschleunigt auf Grund der erhöhten Absorption von Sonnenlicht (siehe Albedo) das Abschmelzen des darunter befindlichen Eises oder Schnees. Dadurch können  Hohlformen auf der Eisoberfläche entstehen, die als Kryokonitloch bezeichnet werden.
Da sich in den entstehenden Schmelzvertiefungen bevorzugt neuer Staub ablagert, kommt es zu einem sich selbst verstärkenden Effekt, und mit der Zeit entstehen auf diese Weise kilometerlange Rinnen und oft auch tiefe Röhren, die sich teilweise bis auf den Gletschergrund durchfressen. Nicht selten sind die Hohlformen während des Sommers auch mit Wasser verfüllt und stellen somit einen Lebensraum für kälteadaptierte Mikroorganismen dar.
Ein Hauptbestandteil des Kryokonits ist organischer Natur wie unter anderem (Cyano-)Bakterien, Algen und Pollen (Blütenstaub), der auch für die dunkle bis schwarze Färbung verantwortlich sein kann.

## Etymologie und Geschichte
Das Wort Kryokonit ist abgeleitet von griechisch κρύος krýos, deutsch ‚Frost, Eis‘ und κονία konía, deutsch ‚Staub, Asche‘.
Erstmals beschrieben wurde der Kryokonit und die Folgen seiner Ablagerungen 1870 durch Adolf Erik Nordenskiöld, der das Phänomen auf seinen Expeditionen im grönländischen Inlandeis entdeckt hatte.